# Caractère véritable
Le caractère véritable (ou théorie de l'aspect) est une théorie juridique en droit constitutionnel canadien qui tente de déterminer à quel chef de compétence se rapporte une législation donnée. La théorie est principalement utilisée lorsqu'une loi est contestée pour le motif qu'un niveau de gouvernement (qu'il soit provincial ou fédéral) empiète sur une compétence exclusive d'un autre niveau de gouvernement.
L'analyse se fait en deux étapes. Premièrement, la loi dont il est question est qualifiée en fonction de sa caractéristique dominante (ou trait dominant), et deuxièmement, on doit assigner la loi à une des matières énumérées aux article 91 et 92 de la Loi constitutionnelle de 1867. Le trait dominant est la matière de la loi. Si le trait dominant est de réglementer une matière de l'article 91, la loi sera valide si c’est une loi fédérale. Si le trait dominant d’une loi provinciale est une matière de l'article 92, la loi sera valide. Ce test de la validité est le premier test qu'une loi doit rencontrer pour être constitutionnelle. Ensuite, une loi doit passer le test de l'inapplicabilité et le test de l'inopérabilité.

## Caractéristique dominante
La première étape d'une analyse du caractère véritable a été décrite de bien des façons. Elle détermine la substance, le caractère essentiel, la caractéristique dominante, ou le sens véritable de la loi. Ceci amène à se pencher autant sur le but visé de la loi ainsi que sur ses effets juridiques sur les droits et obligations du public. L'objectif d'une loi peut être déterminée par la formulation de la loi, l'infraction à laquelle la loi est censée s'attaquer ainsi que le contexte social global qui a donné lieu à son introduction. L'examen des effets de la loi est utile pour déterminer si la loi a un « motif déguisé, » c'est-à-dire si la loi, au fond, porte sur une matière complètement différente de ce sur quoi elle semble porter de par sa forme. Par exemple, dans R. c. Morgentaler (1993), la province de Nouvelle-Écosse avait adopté une loi interdisant les cliniques d'avortement sous prétexte qu'elle protégeait les services de soins de santé, alors que dans le fond ils tentaient d'interdire l'avortement.

## Rattachement
Une fois la qualification de la loi effectuée, elle doit être rattachée à l'un des deux chefs de compétence. Les matières qui sont du domaine exclusif du gouvernement fédéral sont énumérées à l'article 91 de la Loi constitutionnelle de 1867 et les matières qui sont du domaine exclusif du gouvernement provincial sont énumérées à l'article 92. Afin de savoir si la qualification d'une loi relève d'une des matières énumérées il faut voir la portée qui est attribuée par la Cour à chaque matière.

## Théorie des effets accessoires
Dans bien des cas où une loi est jugée valide sous l'analyse du caractère véritable, la loi peut également avoir des effets accessoires sur des matières qui sont en dehors de la compétence du gouvernement. Dans ces cas, les dispositions envahissantes de la loi ne seront maintenues que si elles satisfont au test du « lien rationnel ».
Le test entier fut articulé dans l'arrêt General Motors of Canada Ltd. c. City National Leasing (1989). Le critère utilisé dépend de la gravité de l'empiètement ; la Cour doit tenir compte du point auquel le système législatif valide empiète sur les champs de compétence de l'autre gouvernement. Si l'intrusion est mineure, alors la disposition doit seulement avoir un « lien rationnel ». Autrement, pour des empiétements plus sérieux, la disposition doit être « vraiment nécessaire » ou « essentielle » au bon fonctionnement de la loi.

## Jurisprudence
Voici quelques exemples jurisprudentiels d'application de la théorie du caractère véritable, d'après la doctrine des constitutionnalistes.
Dans le Renvoi relatif au mariage entre personnes du même sexe, il s'agit d'une loi fédérale, donc la validité est la seule question  qu’on se pose. L’art. 1  de la loi porte sur la capacité de contracter mariage. La compétence provinciale sur la célébration du mariage ne permet pas d’établir des conditions de fond. Donc seul le fédéral pour déterminer les conditions de fond.
Dans l'arrêt Big M Drug Mart, le trait dominant est d’être une loi criminelle religieuse [art. 91 (27) LC 1867] contre la profanation du sabbat chrétien. La loi est valide, mais elle est inconstitutionnelle car elle viole la liberté de religion à l’art. 2a) de la Charte. La Cour suprême rejette la théorie de l’objet changeant. De plus, on ne peut pas plaider l’art. 1 en faveur d’une loi religieuse car son objet n’est pas valide dans une société libre et démocratique, c’est impossible de la défendre par un argument laïque.
Dans l'arrêt Edwards Books, le trait dominant de la loi provinciale est l’octroi de jours fériés pour les travailleurs, cela relève de l’art 92 (13) sur la propriété et les droits civils. Et c’est une loi laïque qui ne viole pas la liberté de religion des minorités. Donc c’est une loi provinciale valide. La rédaction est habile car on permet d’ouvrir le dimanche si on ferme dans les 36 heures précédents, ce qui accommode les minorités religieuses.
Dans l'arrêt Ward c. Canada (Procureur général), le trait dominant de la loi fédérale concerne les pêcheries à l’art. 91 (12) LC 1867. L’étendue de la compétence en matière des pêcheries concerne non seulement la conservation de la ressource halieutique, mais également toutes les politiques qui visent la réglementation générale des pêcheries, y compris la vente. Interdire la vente de phoques n’était pas efficace, mais on regarde pas l’efficacité, on regarde seulement si le trait dominant (l’objet) de la loi est valide. Ici, l’objet est de contrôler les pêcheries pour préserver leur viabilité économique face aux sanctions européennes, comme affirme la commission Maalouf).
Dans Rogers Inc. c. Châteauguay, le trait dominant est l’avis d’interdiction plutôt que la protection du bien-être. Le trait dominant est d’usurper la compétence fédérale exclusive en radiocommunications issue du pouvoir résiduaire sur les nouvelles technologies. Une municipalité est de juridiction provinciale donc son avis municipal qui réglemente les installations de Rogers est invalide. Il n’y a pas de double aspect en l'espèce car c’est une matière uniquement fédérale.
Pour vérifier la disposition, la Cour suprême regarde la preuve intrinsèque (texte de loi), la preuve extrinsèque (contexte d’adoption) et la jurisprudence. Le but est de vérifier qu’il n’y a pas d’objet déguisé qui rendrait la loi inconstitutionnelle, comme dans l'arrêt R. c. Morgentaler de 1993.

## À l'extérieur du Canada
La théorie du caractère véritable telle qu'appliquée dans la jurisprudence du Comité judiciaire du Conseil privé, qui dans les faits était la Cour d'appel impériale britannique, a été transférée à d'autres fédérations du Commonwealth. On l'utilise en Inde sous la constitution actuelle. On l'a également utilisé en Irlande du Nord sous le Governement Ireland Act de 1920. La substance de la théorie a été consacrée sous la forme législative dans la Scotland Act de 1988 pour fins d'octroi de compétences vers l'Écosse.